# Григорян Анатолій Якович
Анатолій Якович Григорян (4 червня 1941, Гюмрі — 17 березня 2017, Єреван) — вірменський художник. Заслужений художник Вірменської РСР (1983).

## Біографія
Народився у 1941 році в Ленінакані (нині Гюмрі), Вірменія. Закінчив Єреванське художнє училище ім. Ф. Терлемезяна (1956–1961), потім факультет живопису Єреванського художньо-театрального інституту (1962–1967). У 1967–1976 роках працював художником-постановником на студії Вірменського телебачення.
У 1970 році вступив до Спілки художників СРСР. У 1977 році був обраний секретарем правління Спілки художників Вірменії, обіймав цю посаду до 1987 року. У 1978–1987 роках — член правління Спілки художників СРСР.
З 1965 року бере участь у виставках у Вірменії та за її межами. Твори художника експонувалися в Австрії, Індії, США, Фінляндії, Франції, ФРН, Болгарії, Угорщині, Польщі, Росії, Чехословаччині та інших країнах. Роботи зберігаються, зокрема, в Державній картинній галереї Вірменії, Музеї сучасного мистецтва Єревана, Кіроваканській картинній галереї, у фондах Міністерства культури і Спілки художників Вірменії, у Державній Третьяковській галереї (Москва), а також у численних приватних колекціях.